# Pierre Ghestem
Pierre Ghestem (ur. 17 lutego 1922 w Lille, zm. 11 kwietnia 2000 tamże) – francuski brydżysta i teoretyk licytacji, czterokrotny zwycięzca Bermuda Bowl, mistrz olimpijski w 1960 r., zwycięzca wielu turniejów i mistrzostw europejskich.
Opracował systemy licytacyjne Monaco oraz Ghestem, teoretyk i pionier licytacji relayowej, opracował także konwencję Dwukolorówki Ghestema.